# Luz Áurea Sáenz
Luz Áurea Sáenz Arana (Áncash, 4 de octubre de 1945) es un abogada y profesora universitaria peruana. Fue decana del Colegio de Abogados de Lima de 2007 a 2008 y la primera mujer en ser titular de la Contraloría General de la República del Perú, ejerciendo desde el 31 de octubre de 1987 hasta el 5 de abril de 1992 tras ser disuelta por el autogolpe de estado de  Alberto Fujimori.

## Biografía
Luz Áurea Sáenz nació en el departamento de Áncash, el 4 de octubre de 1945.
Es abogada graduada por la Universidad Nacional Mayor de San Marcos y titulada en el año 1971. Realizó también estudios postgrado en Contabilidad por la UNMSM y en Derecho Constitucional por la Universidad Nacional Federico Villarreal. También realizó un diplomado en Anticorrupción en la Academia Diplomática del Perú.
Fue también profesora de la Universidad Nacional Federico Villarreal en Derecho Constitucional y es doctora en Derecho.
Fue expositora en diversas conferencias a nivel nacional e internacional.

## Trayectoria
El 31 de octubre de 1987, Luz Áurea Sáenz fue designada por el primer gobierno de Alan García como la nueva titular de la Contraloría General de la República del Perú, siendo la primera mujer en ocupar dicho cargo. Sáenz tenía que permanecer en el cargo hasta el año 1994, sin embargo el día 5 de abril de 1992, su cargo fue disuelto por el autogolpe de estado del presidente Alberto Fujimori, a la cual Sáenz condenó la medida y formó parte de la oposición hasta la caída del fujimorismo en el año 2000.
Tras su destitución de la Contraloría, Sáenz presentó recursos para volver al cargo y culminar su periodo disuelto por el régimen fujimorista. Sin embargo no tuvo éxito.
Postuló al Congreso de la República por el Partido Aprista Peruano en las elecciones del año 2000 y 2001. Su candidatura en el año 2000 fue manipulada por José Portillo, expresidente de la ONPE a quien Vladimiro Montesinos presionó para evitar a los rivales del régimen fujimorista.
En el año 2007 Luz Áurea Sáenz fue elegida como decana del Colegio de Abogados de Lima y se mantuvo en el cargo hasta al año siguiente.
En las elecciones del año 2011 postuló nuevamente al Congreso de la República, siendo esta vez por el partido político Cambio Radical.